# کریستوفر اسمیت (کارگردان)
کریستوفر اسمیت (انگلیسی: Christopher Smith؛ زادهٔ ۱ ژوئیهٔ ۱۹۷۲) کارگردان فیلم و فیلم‌نامه‌نویس اهل انگلستان است.

## فیلم‌شناسی
| سال  | نام                                | سمت           | سمت          |
| سال  | نام                                | کارگردان فیلم | فیلم‌نامه‌نویس |
| ---- | ---------------------------------- | ------------- | ------------ |
| ۱۹۹۷ | روز ده هزارم (کوتاه)               | آری           | آری          |
| ۱۹۹۸ | روزی که بابابزرگ نابینا شد (کوتاه) | آری           | آری          |
| ۲۰۰۴ | کریپ                               | آری           | آری          |
| ۲۰۰۶ | بریدن                              | آری           | آری          |
| ۲۰۰۹ | ترای‌انگل                           | آری           | آری          |
| ۲۰۱۰ | مرگ سیاه                           | آری           | نه           |
| ۲۰۱۲ | هزارتو                             | آری           | نه           |
| ۲۰۱۴ | سانتا را بگیرید                    | آری           | آری          |
| ۲۰۱۶ | بیراهه                             | آری           | آری          |